# Gymneia
Gymneia é um género de plantas com flores pertencentes à família Lamiaceae.
A sua distribuição nativa vai do Brasil à Bolívia.
Espécies:
- Gymneia ampelophylla (Epling) Harley & J.F.B.Pastore
- Gymneia chapadensis Harley
- Gymneia interrupta (Pohl ex Benth.) Harley & J.F.B.Pastore
- Gymneia malacophylla (Benth.) Harley & J.F.B.Pastore
- Gymneia moniliformis Harley
- Gymneia platanifolia (Mart. ex Benth.) Harley & J.F.B.Pastore
- Gymneia virgata (Benth.) Harley & J.F.B.Pastore